# Dżaja Indrawarman IV
Dżaja Indrawarman IV – władca państwa Czampa w południowym Wietnamie w latach 1167–ok. 1190. Według klasycznej historii Czampy, napisanej przez G. Maspero, jest to król, który w roku 1177 niespodziewanym atakiem złupił stolicę państwa Khmerów - Angkor i zabił jego władcę Tribhuwanaditjawarmana. W odwecie Khmerzy zajęli Czampę i okupowali ją do 1220 r. Współczesny badacz historii Indochin Michel Vickery wykazał, że inskrypcje z tego okresu zawierające imię Dżaja Indrawarmana odnoszą się do różnych osób. Vickery twierdzi, że postać króla Czampy Dżaja Indrawarmana IV jest kompilacją kilku postaci historycznych. W legendach Czamów Dżaja Indrawarman IV jest kojarzony z Po Klon Girai -  królem-bogiem z Pandurangi.